# Renán Calle
Renán Calle Camacho (Shushufindi, Sucumbíos, Ecuador, 8 de septiembre de 1976) es un exfutbolista ecuatoriano. Jugaba de defensa y su último equipo fue la Liga Deportiva Universitaria de Loja. Fue mundialista con la selección ecuatoriana de fútbol.[cita requerida]

## Trayectoria
Su primer club fue Aucas equipo con el que debutó en el fútbol profesional y en el cual estuvo desde 1996 hasta 1999 después al año siguiente fichó por el El Nacional donde estuvo dos temporadas, en 2002 regresó al Aucas, donde estuvo hasta el 2005, al año siguiente volvió a El Nacional y en el 2007 ficharía por el LDU Quito. En el 2011 fue traspasado a su nuevo club la Liga de Loja.
En el 2008 fue titular del equipo de LDU Quito que ganó la Copa Libertadores y que fue subcampeón mundial.

## Clubes
| Club         | País    | Año       |
| ------------ | ------- | --------- |
| Aucas        | Ecuador | 1996-1999 |
| El Nacional  | Ecuador | 2000-2001 |
| Aucas        | Ecuador | 2002-2005 |
| El Nacional  | Ecuador | 2006      |
| LDU Quito    | Ecuador | 2007-2010 |
| Liga de Loja | Ecuador | 2011      |

## Palmarés

### Campeonatos nacionales
| Título                           | Club        | País    | Año  |
| -------------------------------- | ----------- | ------- | ---- |
| Campeonato Ecuatoriano de Fútbol | El Nacional | Ecuador | 2006 |
| Campeonato Ecuatoriano de Fútbol | LDU Quito   | Ecuador | 2007 |
| Campeonato Ecuatoriano de Fútbol | LDU Quito   | Ecuador | 2010 |

### Campeonatos internacionales
| Título              | Club      | País    | Año  |
| ------------------- | --------- | ------- | ---- |
| Copa Libertadores   | LDU Quito | Ecuador | 2008 |
| Recopa Sudamericana | LDU Quito | Ecuador | 2009 |
| Copa Sudamericana   | LDU Quito | Ecuador | 2009 |